# الآخر (فلم)
الآخر فيلم مصري من إنتاج عام 1999، من إخراج يوسف شاهين وبطولة نبيلة عبيد، محمود حميدة، لبلبة، عزت أبو عوف، حنان ترك، هاني سلامة أصدر في فرنسا في 26 مايو 1999
تدور احداث الفيلم عن «ادم» شاب مصري امه أمريكية يقابل الصحفية «حنان» ويغرمان ببعضهما، فيقرران الزواج، تعارض امه في البداية ثم تعلن موافقتها.
تتفق ام «ادم» مع شقيق «حنان» العضو في إحدى الجماعات المتشددة على أن يختطف «حنان»، يعلم «ادم» بعد التسلل لحاسب والدته وقراءة ايميلاتها؛ فيسرع لانقاذ زوجته الحامل.
يحاول اخوها الهرب ويأخذها كرهينة لكنه يموت على يد قوات الشرطة التي حاصرت المكان، تصاب «حنان» برصاصة طائشة، ويندفع «ادم» لانقاذها فيصاب هو أيضا بالقرب منها، تطلب «حنان» من أحد اصدقائهم ان يساعدها على الإمساك بيد «ادم» ثم تلفظ انفاسها الأخيرة انتقد بعض النقاد الفيلم انة تقليد للفيلم الامريكى تيتانك

## بطولة
- نبيلة عبيد: مارجريت
- هاني سلامة: آدم
- حنان ترك: حنان
- لبلبة: بهية
- محمود حميدة
- حسن عبد الحميد: د/ماهر

- عمرو سعد: عمر
- حمدين صباحي: رئيس تحرير معارض
- أحمد فؤاد سليم: أحمد
- أحمد وفيق: فتح الباب
- عزت أبو عوف: د/ عصام
- تامر سمير: مرسي

- ماهر عصام
- محمود خليفة
- محمد جمال
- عمرو أبو النصر
- نرمين فرنسيس
- دعاء عامر

- محمد علي
- سمير إبراهيم
- أحمد سرحان
- إدوارد سعيد
- أحمد عبد العزيز

## روابط خارجية
- مقالات تستعمل روابط فنية بلا صلة مع ويكي بيانات